# Dąbrowy Krotoszyńskie
Dąbrowy Krotoszyńskie este o arie protejată (arie de protecție specială avifaunistică — SPA) din Polonia întinsă pe o suprafață de 34.245,28 ha, integral pe uscat.

## Localizare
Centrul sitului Dąbrowy Krotoszyńskie este situat la coordonatele 51°42′53″N 17°38′14″E / 51.7146°N 17.6373°E.

## Înființare
Situl Dąbrowy Krotoszyńskie a fost declarat arie de protecție specială avifaunistică în octombrie 2007 pentru a proteja 12 specii de animale.

## Biodiversitate
Situată în ecoregiunea continentală, aria protejată nu include niciun habitat protejat.
La baza desemnării sitului se află mai multe specii protejate de  păsări (12): barză albă (Ciconia ciconia), barză neagră (Ciconia nigra), erete de stuf (Circus aeruginosus), ciocănitoarea de stejar (Dendrocopos medius), ciocănitoare neagră (Dryocopus martius), presură de grădină (Emberiza hortulana), muscar (Ficedula parva), cocor (Grus grus), gaia neagră (Milvus migrans), gaia roșie (Milvus milvus), viespar (Pernis apivorus), ciocănitoare verzuie (Picus canus).